# Полодухин, Валерий Николаевич
Валерий Николаевич Полодухин (25 августа 1948 год, Куйбышев — 26 мая 2009, Самара) — советский хоккеист с мячом и хоккеист на траве, мастер спорта СССР международного класса (1974).

## Биография
Начал играть в хоккей с мячом в Куйбышеве в 1963 году в секции стадиона «Локомотив» у первого тренера Александра Чистова.
Выступал за команды «Труд», «Североникель», СКА (Свердловск). В составе СКА (Свердловск) стал обладателем Кубка Европейских Чемпионов 1974 года, чемпионом СССР 1973/74 и бронзовым призёром чемпионата СССР 1974/75. В 1975—1978 годах был капитаном команды СКА.
В 1975 году привлекался во вторую сборную СССР.
Играл в хоккей на траве за СКА в 1971, 1973—1977 годах.
В 1979—1988 годах был играющим тренером команды «Труд» (Куйбышев).